# Henri Glaeser
Pour les articles homonymes, voir Glaeser.
Henri Glaeser, né le 18 juin 1929 à Paris 13e et mort le 23 juillet 2007 à Paris 10e, est un cinéaste et réalisateur de télévision français. Il est le fils de l'avocat Léo Glaeser et le frère du mathématicien Georges Glaeser.

## Biographie

### Famille
Le père de Henri Glaeser, Léo Glaeser, avocat, est l'une des victimes de l'exécution des sept Juifs au cimetière de Rillieux, qui donnera lieu procès de Paul Touvier où ce dernier sera condamné pour complicité de crimes contre l'humanité.
Son frère aîné Georges Glaeser, mathématicien, est l'auteur du théorème de Glaeser.
Henri Glaeser a épousé Phyllis Sloane Glaeser, directrice exécutive du comité scientifique international CODATA, et dans un tout autre registre, productrice du dernier album de Bob Lenox Romance pendant sa retraite. Ils ont trois enfants.

### Carrière
D'abord photographe d'art, de mode et réalisateur publicitaire, il signe ensuite des films de genres variés : L'Homme aux chats CM (1969, drame surréaliste), La Main (1969, thriller psychologique), Une larme dans l'océan (diffusé aux Etats-Unis sous le titre A tear in the ocean ,1972, un drame historique) ou encore Andréa (1976, satire d'Emmanuelle).
L'Homme aux chats et Une larme dans l'océan ont été présentés au Festival de Cannes, le dernier s'étant vu décerner une étoile de cristal (pré-césar catégorie Grand Prix). Une larme dans l'océan a également été présenté au Museum of Modern Art à New York avant d'être référencé parmi les sujets de philosophie du baccalauréat français.
Décrit par le Los Angeles Times comme « un trésor enfoui déterré et qui vous renverse »[réf. nécessaire], par le New York Times comme « un film à la fois efficace et provocateur », par le journal La Croix comme « un film puissant et universel », par le magazine Elle comme « un film dont la pureté fait honneur au cinéma » il fut également prisé par André Malraux, Ionesco, Gilles Jacob (L'Express)[réf. nécessaire]...
En dehors de ce succès d'estime, ses longs métrages, comme La Main, n'ont pas rencontré de succès public. Glaeser s'oriente ensuite vers la réalisation d'émissions et de documentaires pour la télévision parmi lesquels un documentaire sur Michel Platini, Versailles, Les Jardins, Beaubourg, Les nouveaux seigneurs, Les mauvais démons, une série Moi Je ... et devient parallèlement l'un des photographes phares de Van Cleef et Arpels[réf. nécessaire].
Également scénariste et producteur (Les Films Oniris puis Sphéra films), il écrit notamment deux longs métrages Le Roi et la Reine (une épopée historique qui se déroule en Espagne) et Hôtel Astoria (une histoire d'amour dans la Russie tsariste), ce dernier bénéficiant d'une avance sur recettes, mais ces projets n'aboutiront pas.
Il reçoit un César pour un court métrage de fiction avec Hélène Vallier, 500 Grammes de foie de veau.

### Procès de Paul Touvier
Henri Glaeser et son frère sont parties civiles au procès de Paul Touvier en 1994. L'avocate de Henri Glaeser, Marina Cousté, contribue à la condamnation de Paul Touvier : l'avocat de ce dernier, Jacques Trémolet de Villers, a tenté de faire croire que « s'opposer à la relaxe de Paul Touvier reviendrait à s'opposer à l'église » sous prétexte qu'une partie de celle-ci l'avait dissimulé, voire soutenu, au cours de sa cavale ; Marina Cousté, catholique revendiquée, mère de l'animateur Raphaël de Casabianca et fille de Pierre-Bernard Cousté - longtemps député de Lyon -, a souligné l'aspect minoritaire de cette "protection", tout en saluant l'église de l'évangélisme et non celle d'une tradition religieuse dévoyée.
Henri Glaeser déclare à l'issue du verdict : « Ça peut peut-être faire réfléchir les petits Touvier d’aujourd’hui qui dans le monde entier rentrent dans des polices parallèles pour arrêter, torturer, faire le sale boulot pour les régimes d’exception qui renversent un Etat de droit. Ça peut peut-être les faire réfléchir parce que ça leur montrera que 50 ans après, on peut leur demander des comptes ».

### Décès
Henri Glaeser meurt à Paris le lundi 23 juillet 2007,.

## Filmographie

### Courts métrages
- 1969 : L'Homme aux chats
- 1978 : 500 Grammes de foie de veau

### Longs métrages
- 1969 : La Main[6].
- 1973 : Une larme dans l'océan[7],[8].
- 1976 : Andréa[9].

#### Récompenses
- César 1978 : César du meilleur court métrage de fiction pour 500 Grammes de foie de veau.
- Étoile de cristal de l’Académie du cinéma 1973, catégorie Grand Prix pour le film Une larme dans l'océan.